# Wereldmuseum Amsterdam
El Wereldmuseum Amsterdam (en español: Museo del Mundo Amsterdam) es un museo antropológico situado en Ámsterdam (Países Bajos).
Siendo uno de los museos más grandes de Ámsterdam, el museo tiene capacidad para ocho exposiciones permanentes y una serie continuada de exposiciones temporales, incluyendo artes visuales tanto tradicionales como modernas así como obras fotográficas. El Wereldmuseum es propiedad del Real Instituto del Trópico, una fundación que además de dirigir el museo patrocina el estudio de las culturas tropicales alrededor del mundo. El museo tuvo 176.000 visitantes en 2009.
Fue establecido como Koloniaal Museum [Museo Colonial]  en Haarlem en 1864, y se abrió el museo al público en 1871. El museo fue fundado con el fin de mostrar las posesiones de ultramar neerlandesas y a los habitantes de esos países, como Indonesia. En 1871 el Instituto comenzó la investigación para aumentar los beneficios obtenidos de las colonias. Esto incluye el intento de desarrollar mejores medios para producir granos de café, rotan y parafina. El museo nació bajo la influencia de los etnólogos, que agregaron información sobre la economía, los usos y costumbres de los habitantes. En 1926, se inauguró el actual edificio en el este de Ámsterdam. En ese momento, tenían 30.000 objetos, y una gran colección de fotografías.

## Edificio
El edificio original, construido en 1926, fue diseñado por J. J. van Nieukerken y M. A. van Nieukerken. Estaba ricamente decorado para el momento, y tomó 11 años su construcción debido a la Primera Guerra Mundial y varias huelgas laborales. Todas las obras en el edificio fueron hechas en la primera mitad del siglo XX.
En 2003, el museo fue catalogado como un edificio histórico en Ámsterdam.

## Colecciones

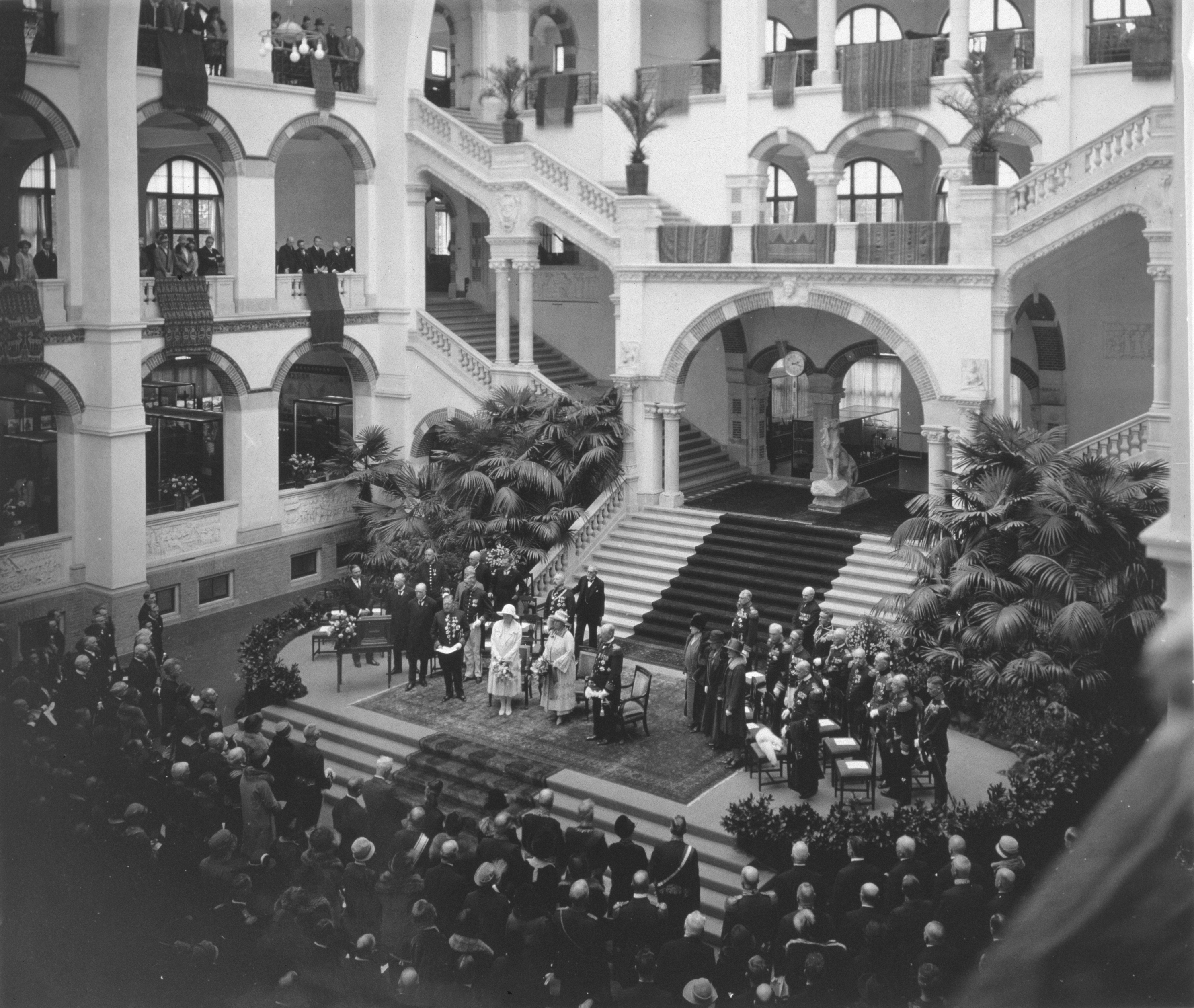
La inauguración del Instituto Colonial por la reina Guillermina, 1926.

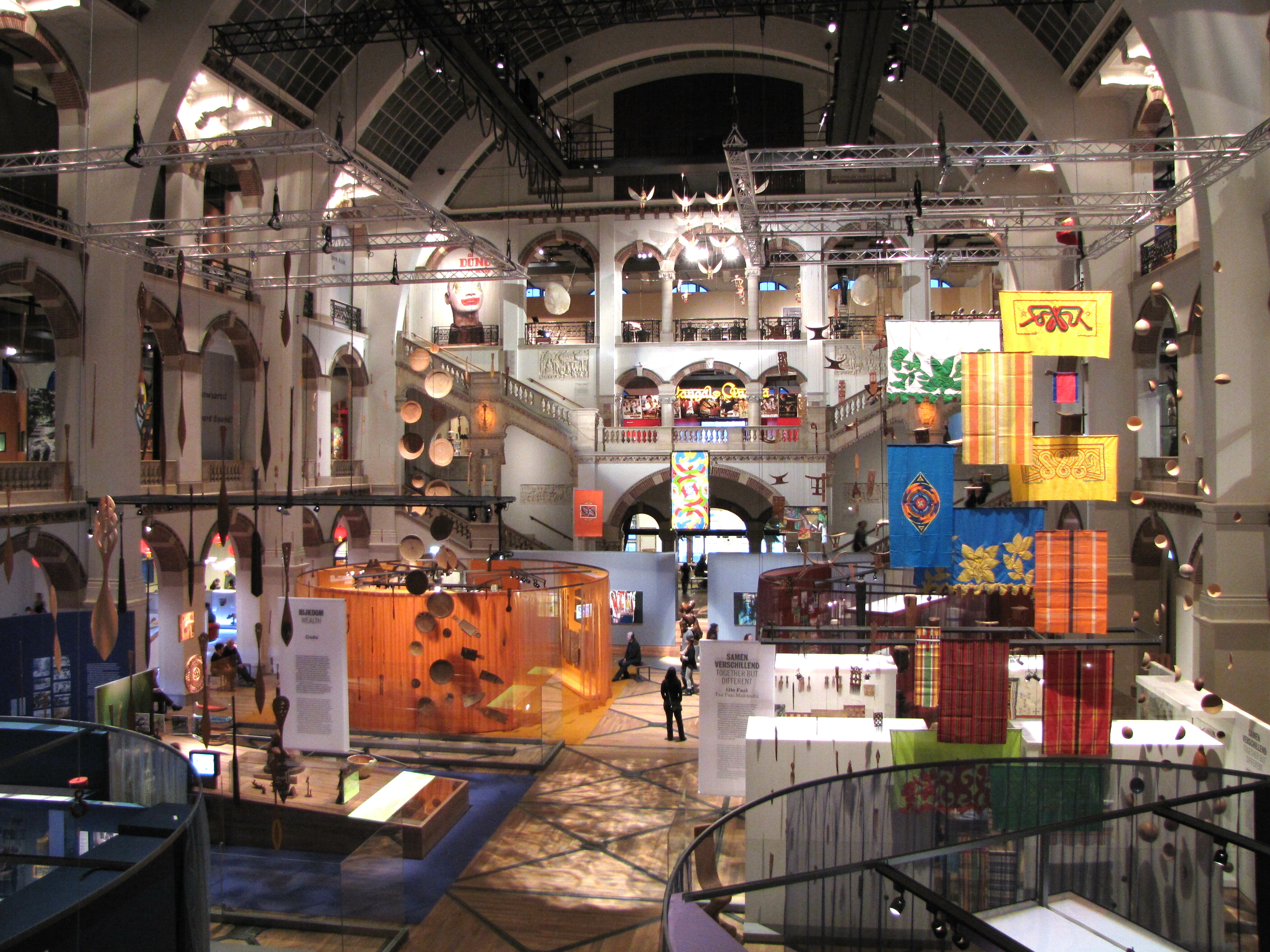
Interior del museo.

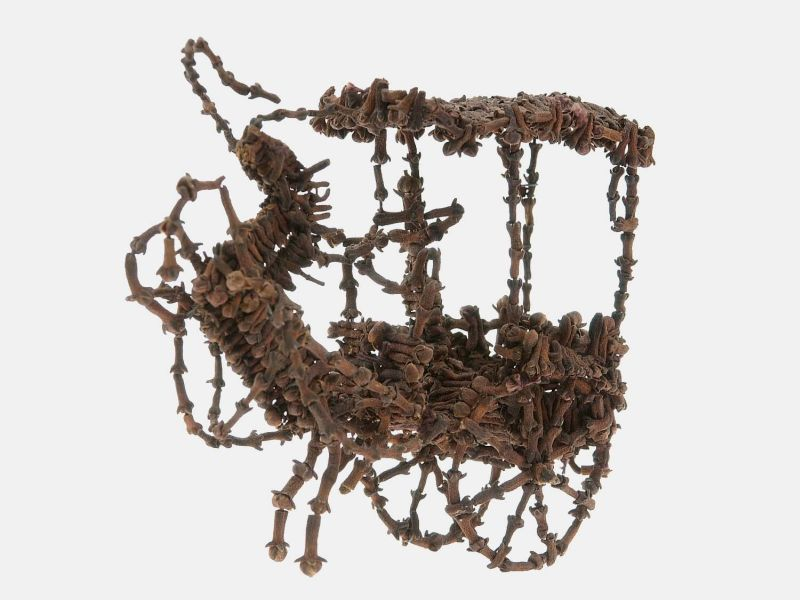
Maqueta de un carro de caballos de dos ruedas con el cochero hecho con clavos de olor.

El museo alberga 175.000 objetos, 155.000 fotografías y 10.000 dibujos diversos, pinturas y documentos. Heredó 15.000 de ellas del Ethnographisch Museum Artis. Todos estos objetos se dividen en muchas colecciones. El museo alberga colecciones sobre muchas áreas geográficas tales como Asia sudoriental, Asia meridional, Asia occidental y África del Norte, África Subsahariana, América Latina y el Caribe. También tienen varias colecciones en depósito que se encuentran fuera de su alcance incluyendo colecciones de China, Japón, Corea y Europa.
La colección fotográfica se compone principalmente de fotografías históricas de las colonias neerlandesas desde 1855 hasta 1940. Un gran número de fotografías fueron liberadas bajo licencia Creative Commons para Wikimedia Commons.